# Merimnetria ichthyochroa
Merimnetria ichthyochroa là một loài bướm đêm thuộc họ Gelechiidae. Nó là loài đặc hữu của Molokai.